# Йоуганна Сіґюрдардоуттір
Заголовок цієї статті — це ісландське ім'я, де Йоуганна — особове ім'я, а Сіґюрдардоуттір — ім'я по батькові.  
Йоуганна Сіґюрдардоуттір (ісл. Jóhanna Sigurðardóttir, вимова [jouːhanːa ˈsɪːɣʏrðartouʰtɪr]; нар. 4 жовтня 1942, Рейк'явік) — ісландська політична діячка, міністр соціальної політики (1987—1994 та 2007—2009), з 1 лютого 2009 до 10 травня 2013 обіймала посаду прем'єр-міністра Ісландії. Перша у світі відкрито гомосексуальна особа, що очолила уряд країни, а також вступила до одностатевого шлюбу.

## Життєпис
Народилася 1942 року в Рейк'явіку.
1960 року закінчила Ісландський торговий коледж.
У 1962–1971 роках працювала стюардесою в авіакомпанії «Loftleiðir Icelandic Airlines». Брала активну участь у профспілковому русі.
1978 року вперше обрана депутаткою альтингу як членкиня Соціал-демократичної партії, відтоді переобиралася на всіх наступних парламентських виборах. Була заступницею голови парламенту 1979 року та в 1983–1984 роках заступницею голови СДПІ у 1984–1993 роках. Обіймала посаду міністерки соціальної політики у 1987–1994 роках.
Має трьох синів: двоє (1972 і 1977) від першого шлюбу (1970) з Торвальдюром Йоуганнессоном (ісл. Þorvaldur Jóhannesson) і прийомний син 1981 р. н.
Другий цивільний шлюб уклала 2002 року з журналісткою Йоніною Леосдоттір (ісл. Jónína Leósdóttir). Таким чином, Йоуганна є першою керівницею уряду у світі, що не приховує своєї гомосексуальності. 27 червня 2010 Йоуганна Сіґюрдардоуттір одружилася з Йоуніною Леоусдоуттір, невдовзі після того, як ісландський парламент 12 червня 2010 легалізував Одностатеві шлюби в Ісландії.

## Політична кар'єра
Після невдачі на внутрішньопартійних виборах лідера 1994 року покинула Соціал-демократичну партію і невдовзі очолила новий рух «Пробудження» (ісл. Þjóðvaki). Була активною учасницею лівої опозиції в парламенті, працюючи в багатьох комітетах Альтинга. 2000 року рух, який очолювала Сіґюрдардоуттір, увійшов до коаліції з СДПІ, утворивши Соціал-демократичний альянс. Після виборів 2003 року зайняла місце заступниці голови Альтингу. За результатами виборів 2007 року в країні було сформовано уряд «великої коаліції» із представників Партії незалежності та СДА. В ньому Йоуганна обійняла посаду міністерки соціальних справ. Внаслідок серйозної внутрішньополітичної кризи, спричиненої економічними проблемами, коаліція розпалась. Згідно з опитуванням компанії Capacent Gallup, проведеному в розпал кризи, вона стала найпопулярнішим політиком країни, набравши рейтинг 73 %. 2009 року Сіґюрдардоуттір ввійшла до сотні найвпливовіших жінок світу за версією Forbes, посівши 75-е місце.

## Прем'єрка Ісландії
1 лютого 2009 року Сіґюрдардоуттір очолила тимчасовий уряд країни з представників соціал-демократів і зелених. Переговори щодо формування уряду були досить короткими. Згідно з домовленістю, уряд мав працювати аж до формування нового Альтингу, дострокові вибори до якого було проведено 25 квітня 2009.
Напередодні виборів Йоуганну обрали 28 березня 2009 лідеркою Соціал-демократичного альянсу.
За підсумками виборів 25 квітня 2009 коаліція під керівництвом Сіґюрдардоуттір отримала більшість голосів, завдяки чому 10 травня 2009 було сформовано новий постійний уряд країни. Ключові позиції в ньому зайняли ті ж особи, що й у першому, перехідному уряді Йоуганни. Серед головних пріорітетів діяльності на посту прем'єрки вона називає вступ Ісландії до ЄС протягом одного року і приєднання до єврозони протягом 4 років до 2012 року.